# Europejskie Igrzyska Halowe w Lekkoatletyce 1966 – bieg na 60 m mężczyzn
Bieg na 60 metrów mężczyzn – jedna z konkurencji biegowych rozgrywanych podczas lekkoatletycznych europejskich igrzysk halowych w hali Westfalenhalle w Dortmundzie. Wszystkie biegi (jak zresztą całe igrzyska) zostały rozegrane 27 marca 1966. Zwyciężył reprezentant Wielkiej Brytanii Barrie Kelly.

## Rezultaty

### Eliminacje
Rozegrano 3 biegi eliminacyjne, do których przystąpiło 15 biegaczy. Awans do półfinału dawało zajęcie jednego z pierwszych trzech miejsc w swoim biegu (Q). Skład półfinałów uzupełniło trzech zawodników z najlepszymi czasami wśród przegranych (q).
Opracowano na podstawie materiału źródłowego.
Bieg 1
| Miejsce | Zawodnik               | Czas | Uwagi |
| ------- | ---------------------- | ---- | ----- |
| 1       | Hans Hönger            | 6,7  | Q     |
| 2       | Jürgen Schröter        | 6,8  | Q     |
| 3       | Ramón Magariños        | 6,8  | Q     |
| 4       | Ladislav Kříž          | 6,8  | q     |
| 5       | Alfred Jungbluth       | 6,9  |       |
| 6       | Klaus-Jürgen Schneider | 7,0  |       |

Bieg 2
| Miejsce | Zawodnik              | Czas | Uwagi |
| ------- | --------------------- | ---- | ----- |
| 1       | Heinz Schumann        | 6,8  | Q     |
| 2       | Max Barandun          | 6,8  | Q     |
| 3       | Axel Nepraunik        | 6,9  | Q     |
| 4       | Pasquale Giannattasio | 6,9  | q     |
| 5       | Josef Čeliš           | 7,0  |       |

Bieg 3
| Miejsce | Zawodnik        | Czas | Uwagi |
| ------- | --------------- | ---- | ----- |
| 1       | Wiktor Kasatkin | 6,7  | Q     |
| 2       | Heinz Erbstößer | 6,7  | Q     |
| 3       | Barrie Kelly    | 6,7  | Q     |
| 4       | Ivica Karasi    | 6,8  | q     |

### Półfinały
Rozegrano 2 biegi półfinałowe, w których wystartowało 12 biegaczy. Awans do finału dawało zajęcie jednego z trzech pierwszych miejsc w swoim biegu (Q).
Opracowano na podstawie materiału źródłowego.
Bieg 1
| Miejsce | Zawodnik        | Czas | Uwagi |
| ------- | --------------- | ---- | ----- |
| 1       | Heinz Erbstößer | 6,7  | Q     |
| 2       | Jürgen Schröter | 6,7  | Q     |
| 3       | Hans Hönger     | 6,7  | Q     |
| 4       | Ivica Karasi    | 6,8  |       |
| 5       | Ladislav Kříž   | 6,8  |       |
| 6       | Axel Nepraunik  | 6,8  |       |

Bieg 2
| Miejsce | Zawodnik              | Czas | Uwagi |
| ------- | --------------------- | ---- | ----- |
| 1       | Barrie Kelly          | 6,6  | Q     |
| 2       | Wiktor Kasatkin       | 6,7  | Q     |
| 3       | Ramón Magariños       | 6,7  | Q     |
| 4       | Max Barandun          | 6,8  |       |
| 5       | Pasquale Giannattasio | 6,8  |       |
| 6       | Heinz Schumann        | 6,8  |       |

### Finał
Opracowano na podstawie materiału źródłowego.
| Miejsce | Zawodnik        | Czas |
| ------- | --------------- | ---- |
| 1       | Barrie Kelly    | 6,6  |
| 2       | Heinz Erbstößer | 6,6  |
| 3       | Wiktor Kasatkin | 6,6  |
| 4       | Jürgen Schröter | 6,7  |
| 5       | Ramón Magariños | 6,8  |
| 6       | Hans Hönger     | 6,8  |